# Koenzim
Koenzimi  su male organske čestice neproteinskog porijekla. Vezane su za enzim jačom ili slabijom vezom. Drugo ime jest kofaktor. 
Koenzimi su vrlo bitni u organizmima jer enzimske katalitičke sposobnosti ovise o njima. Točna uloga nije stalna, nego se mijenja ovisono o kofaktoru i enzimu. Enzim koji nema kofaktor nazivamo apoenzimom. Enzim koji je kompletan i katalitički aktivan nazivamo holoenzimom. Apoenzim predstavlja proteinski dio enzima, ali kako nema koenzim, nema katalitičku aktivnost jer nije u povoljnoj konformaciji.
Koenzim se ne mora nalaziti na aktivnom mjestu enzima, nego se može nalaziti i pored aktivnog mjesta ili nešto udaljenije. Udaljenost ne igra tako bitnu ulogu, jer je jedino bitno da koenzim vezujući se uzrokuje promjenu konformacije proteinskog dijela enzima. Na taj način koenzim je pretvorio neaktivno aktivno mjesto enzima u aktivno pa može primati supstrat i pretvarati ga u produkt.
Koenzim može biti različite građe. Može biti: 
- mala organska molekula
- metalni ion ili
- neka druga jednostavna molekula.

Koenzime se dijele s obzirom na skupinu koju prenose:
- koenzimi prijenosnici vodika (=oksidoreduktaze): flavin-mononukleotid (FMN), flavin-adenin-dinukleotid (FAD), ubikinon (Q), nikotinamid-adenin-dinukleotid (NAD+), nikotinamid-adenin-dinukleotid fosfat (NADP+), stanični hemini, liponska kiselina (Lip (S2)
- koenzimi prijenosnici grupa: piridoksal-fosfat (PLP), citidin-difosfat (CDP), uridin-difosfat (UDP), adenozin-trifosfat (ATP), sulfat fosfoadenilne kiseline (PAPS)
- koenzimi za prijenos C1-jedinica:
- koenzimi izomeraza i liaza

Koenzime dijelimo po kriteriju načina povezivanja s enzimom: 
- prostetske skupine (ili aktivne grupe)
- kosupstrate (koenzimi u užem smislu)